# Kviddtjärnen (Hällefors socken, Västmanland, 665451-143422)
Kviddtjärnen är en sjö i Hällefors kommun i Västmanland och ingår i Göta älvs huvudavrinningsområde.